# أحمد طاهر المنزلاوي
أحمد طاهر عبد الحميد المنزلاوي (1988م- ) كاتب ومحاضر دولي مصري له اهتمام بالتاريخ الإسلامي واللغة العربية والأدب، صدر له حتى الآن 30 كتابًا، وتُرجمت كتبه إلى عدَّة لغات عالمية؛ منها: الإنجليزية، والبنغالية، ويكتب في عدد من الصحف والمدونات المطبوعة والإلكترونية، مثل: (مجلة الوعي الإسلامي- قصة الإسلام - بوابة الوفد - ساسة بوست - رقيم).

## التعليم
- تخرج في كلية دار العلوم جامعة القاهرة ليسانس اللغة العربية وآدابها والدراسات الإسلامية
- باحث ماجستير في النقد الأدبي بكلية الآداب جامعة المنوفية.
- دبلومة في  إدارة الأعمال ( Professional- MBA).
- استشاري موارد بشرية (HRCP) من المجموعة العربية للتدريب.
- دبلومة تحقيق المخطوطات من معهد المخطوطات العربية
- حاصل على دورة التربية الإبداعية من مجموعة آل زيدان.
- حاصل على دورة إعداد المصحح اللغوي من كلية دار العلوم بجامعة القاهرة.
- حاصل على TOT من الأكاديمية العربية لحلول التدريب.
- حاصل على TOT من نقابة العاملين بالتنمية البشرية وتعديل السلوك.
- حاصل على شهادة برنامج العلاقات الأسرية، من مؤسسة تواصل.
- حاصل على دورة تحديد الأهداف والتخطيط من الأكاديمية الدولية للتدريب والمنح الدراسية.
- مجاز في كتب السنة النبوية وبعض المتون والعلوم الإسلامية.

## الوظائف
- عضو الاتحاد الدولي للغة العربية.
- عضو اتحاد كُتَّاب مصر
- مدرب دولي في فنون وطرائق الكتابة الإبداعية – الأكاديمية الدولية للفنون والإعلام والإبداع (IAAMC) – الولايات المتحدة الأمريكية.
- باحث بمركز الحضارة للدراسات التاريخية.
- مصحح لغوي بجريدة الوفد المصرية.
- صاحب ورشة الكتابة الإبداعية والمحاضر بها.[2]

## مؤلفاته
- مؤلفاته في مجال الأدب:
- حلم أبتر (مجموعة قصصية) الدار العالمية 2020.
- حديقة الموت (رواية) دار التقوى - 2015.
- وبينهما حجاب (رواية) دار المثقفون العرب - 2018.
- فصوص ونصوص – دار المثقفون العرب – 2019.
- مؤلفاته التعليمية والمهارية:
- كيف تكتب رواية أو قصة قصيرة؟ دار السراج– 2019.
- مهارات الكتابة والتأليف - الدار العالمية بالإسكندرية - 2017.
- مهارات التفوق الدراسي– دار الشباب – 2018.
- مؤلفاته البحثية والتنموية:
- للتاريخ أقوال أخرى.. إضاءت في قراءة وكتابة التاريخ الإسلامي، يوريكا لخدمات النشر 2021.
- عثمان بن أرطغرل.. قصة تأسيس الدولة العثمانية، دار مبدعون 2020.
- خلاصة تاريخ الدولة العثمانية جمع وتحقيق وتعليق من كتب شكيب أرسلان. دار التقوى 2019.
- أرطغرل.. قصة بناء وطن، دار التقوى 2018.
- سنة أولى جامعة – دار الشباب - 2018.
- دعاة على منبر المدرسة – دار الشباب - 2018.
- تغريدات ابن القيم - دار ألفا بالقاهرة - 2017.
- الخـُلق المفقود -  دار ألفا بالقاهرة - 2016.
- النائمون لليقظة - دار ألفا بالقاهرة - 2016.
- قصص العاشقين - دار ألفا بالقاهرة - 2016.
- هديتك يا أمي -  دار الخلود بالقاهرة - 2016.
- رمضان 30 يوم في الجنة - دار الخلود بالقاهرة - 2016.
- توبة كمبيوتر - الدار العالمية بالإسكندرية - 2015.
- حجاب عشرة على عشرة/لن أتحجب - دار النعيم بالقاهرة - 2015.
- الشيعة في مصر تقريب أم تخريب؟ - 2014.
- سووا صفوفكم - دار النعيم بالقاهرة - 2013.
- علمني رمضان- دار النعيم بالقاهرة – 2012/ دار الشباب (الطبعة 37) - 2017.
- هدايا رمضان- دار النعيم بالقاهرة - 2012.
- الرقى الشرعية طبيب البيت المسلم- دار النعيم بالقاهرة - 2011.
- البحث عن هوية مصر - دار النعيم بالقاهرة - 2011.
- طعنة سيجارة، الدار العالمية بالإسكندرية، 2008.

## اللقاءات التليفزيونية
اتم استضافته في العديد من البرامج الحوارية بالقنوات المصرية والفضئيات؛ منها: النيل الثقافية، والحدث اليوم، والصحة والجمال.

## وصلات خارجية
- صفحة الكاتب على موقع قصة الإسلام
- صفحة الكاتب على موقع رقيم